# アメリカ海兵隊特殊作戦コマンド
アメリカ海兵隊特殊作戦コマンド (United States Marine Corps Forces Special Operations Command : U.S.MARSOC、通称: Marine Raider マリーン・レイダース)、アメリカ海兵隊におけるアメリカ特殊作戦軍の傘下の組織。海兵隊の特殊作戦を統括する。
USSOCOM設立後、海兵隊の特殊作戦はForce Reconがもっぱら担当していたが、2001年9月11日の同時多発テロ以降、増大するであろうテロの脅威へ対応するため、2006年2月24日、MARSOCはUSSOCOMの海兵隊部門として正式に創設された。この日、ノースカロライナ州キャンプ・レジューン海兵隊基地にて創設式典が催されている。

## 概要
- 2003年、前身のMCSOCOM-Det-1がノウハウを学ぶべく海軍特殊部隊に組入れ、試験運用を開始。

- 2005年、ラムズフェルド国防長官の下で創設を発表。

- 2005年10月、2MEB（英語版）下に、外国軍を訓練する能力を有するFMTU（Foreign Military Training Unit）が創設。
- 2006年2月24日、MARSOC創設。

創設後は元Det-1の隊員が海兵特殊作戦大隊(MSOB:Marine Special Operations Battalion)を編成する上での基幹要員となった。
- 2007年、FMTUが海兵特殊作戦アドバイザーグループ(MSOAG:Marine Special Operations Advisor Group)に改編されアフガニスタンに派遣。
- 2009年4月、MSOAGは海兵特殊作戦連隊(MSOR:Marine Special Operations Regiment)に改編。

また、独自の兵站、通信、諜報などの後方支援を担う海兵特殊作戦支援群(MSOSG:Marine Special Operations Support Group)と、志願者の養成や軍事教則を手解きする海兵特殊作戦学校(MSOS:Marine Special Operations School)を形成する。
- 2014年8月6日、MARSOCは第2次世界大戦中に活躍した海兵隊の精鋭水陸両用軽歩兵部隊である「Marine Raiders」（海兵襲撃隊）を記念し、隷下の部隊に対して同名称を付与。
- 2016年8月、海兵特殊作戦個人訓練課程を修了した者が着用する海兵特殊作戦徽章が制定される。

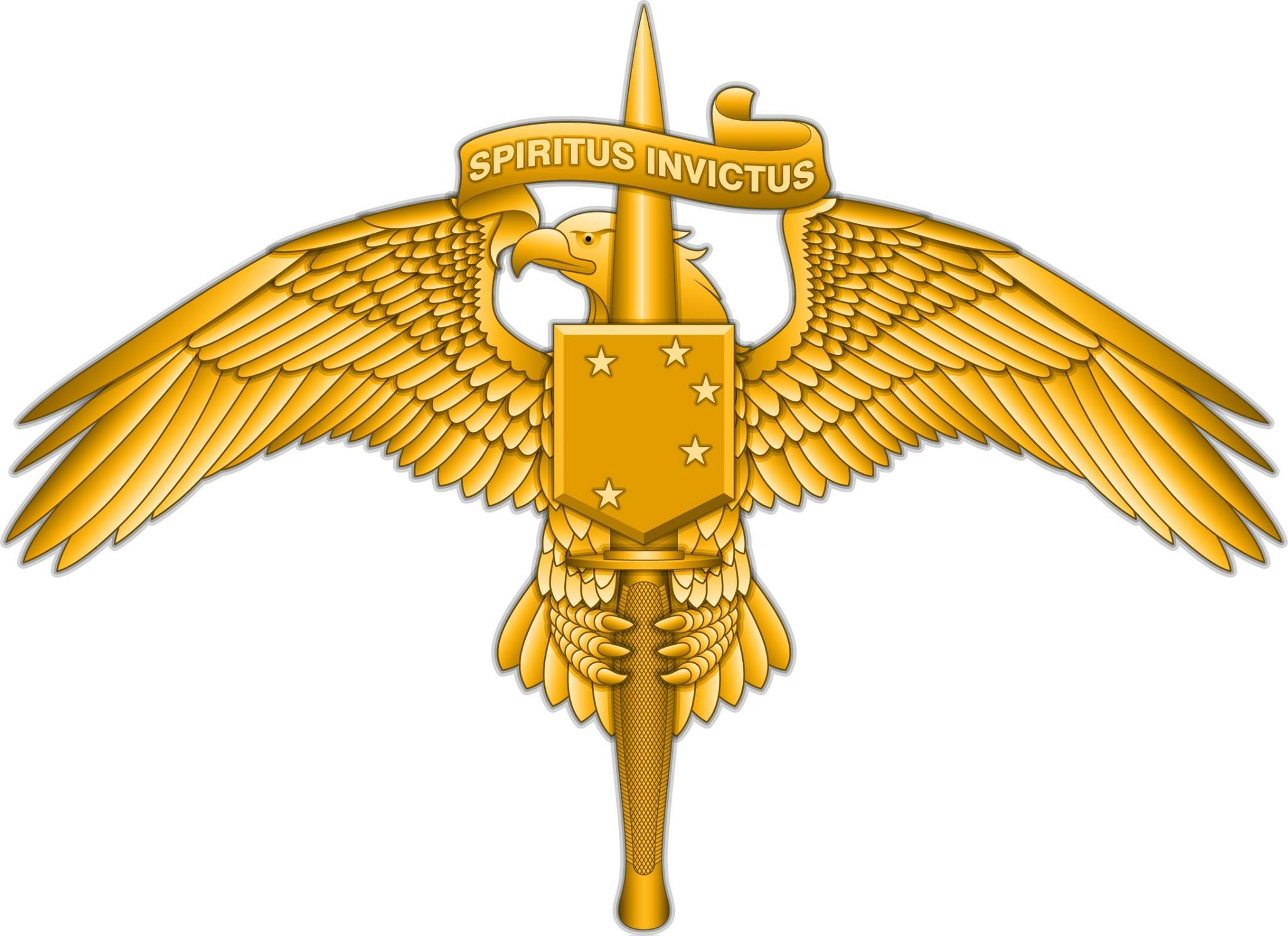
海兵特殊作戦徽章

- 2016年、正式採用するハンドガンを9mm口径のグロック19に一本化することを発表。
- 2019年、同部隊の一等軍曹がフランスとの訓練交換の一環としてフランス国立コマンド訓練センター「CNEC」の訓練コースを修了し、アメリカ人初の「Moniteur」徽章を授与された。
- 2020年、2021年から司令部を東海岸のノースカロライナ州にあるキャンプ・レジューンから西海岸のカリフォルニア州にあるキャンプ・ペンドルトンへ移して再編成することを発表。

## 任務
- 直接行動 - DA（Direct Action）
- 特殊偵察 - SR（Special Reconnaissance）
- 対テロ - CT（Counterterroism）
- 海外内部防衛 - FID（Foreign Internal Defence）
- 保安部隊補助 - SFA（Security Force Assistance）
- 対反乱活動 - COIN（Counterinsurgency）
- 大量破壊兵器捜索・対応支援
- 非正規戦闘支援

## 歴代司令官
| 職名   | 在任期間              | 氏名                  | 階級       |
| ------ | --------------------- | --------------------- | ---------- |
| 司令官 | 2006年2月～2008年6月  | Dennis J. Hejlik      | 海兵隊少将 |
| 司令官 | 2008年7月～2009年11月 | Mastin M. Robeson     | 海兵隊少将 |
| 司令官 | 2009年11月～2012年8月 | Paul E. Lefebvre      | 海兵隊少将 |
| 司令官 | 2012年8月～2014年8月  | Mark A. Clark         | 海兵隊少将 |
| 司令官 | 2014年8月～2016年7月  | Joseph L. Osterman    | 海兵隊少将 |
| 司令官 | 2016年7月～2018年8月  | Carl E. Mundy III     | 海兵隊少将 |
| 司令官 | 2018年8月～2020年6月  | Daniel D. Yoo         | 海兵隊少将 |
| 司令官 | 2020年6月～2022年5月  | James F. Glynn        | 海兵隊少将 |
| 司令官 | 2022年5月～           | Matthew G. Trollinger | 海兵隊少将 |

## 隷下運用部隊

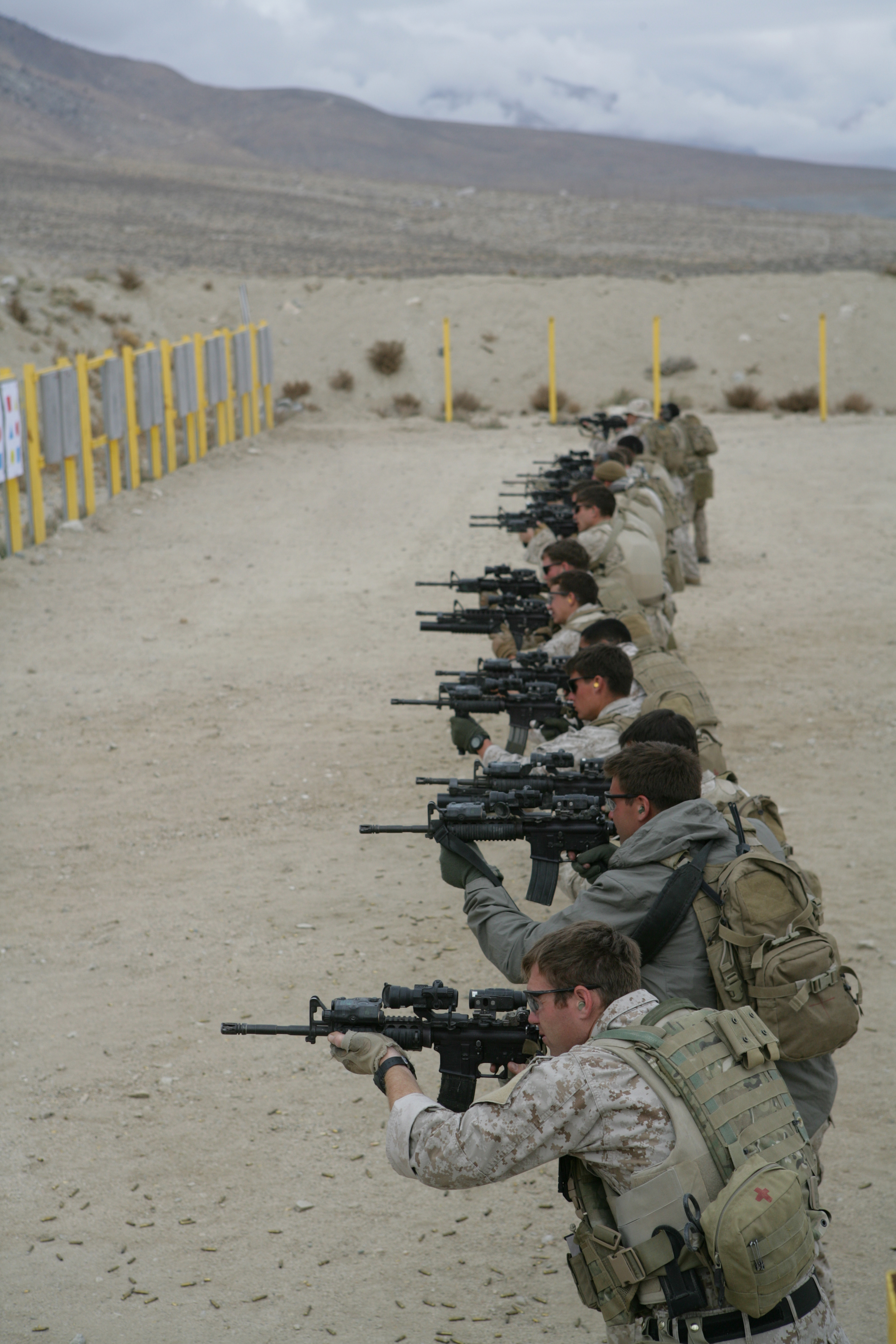
CQBの訓練を行う海兵襲撃隊

- 海兵襲撃連隊 - Marine Raider Regiment
  - 本部中隊 - Headquarters and Headquarters Company
  - 第1海兵襲撃大隊（英語版） - 1st Marine Raider Battalion … アフリカ担当
  - 第2海兵襲撃大隊 - 2nd Marine Raider Battalion … 中東担当
  - 第3海兵襲撃大隊 - 3rd Marine Raider Battalion … アジア担当
- 海兵襲撃支援グループ - Marine Raider Support Group
  - グループ本部 - Group Headquarters
  - 第1海兵襲撃支援大隊 - 1st Marine Raider Support Battalion
  - 第2海兵襲撃支援大隊 - 2nd Marine Raider Support Battalion
  - 第3海兵襲撃支援大隊 - 3rd Marine Raider Support Battalion
- 海兵襲撃訓練センター - Marine Raider Training Center

## 編成・運用

### 海兵襲撃連隊（MRR）（英語版）
旧称：海兵特殊作戦連隊（MSOR）
1個連隊に3個大隊編成で、軍属合わせて約2,742名(2018年時点)という規模となっている。
基本的には海兵襲撃大隊MRB(旧称:海兵特殊作戦大隊-MSOB)と海兵襲撃支援グループ(MRSG)がセットになって運用される。直接的な行動はMRBが、兵站や支援砲撃、情報収集などはMRSGが担当している。ただし、特殊能力をもつユニットは切り離され、柔軟な「貸し借り」を行うこともある。

### 海兵特殊作戦中隊（MSOC）
1個大隊に4個編成された中隊(MSOC)は大隊の一部として行動する他、情報収集・通信・支援パッケージを追加された「Enabled MSOC（増強大隊）」となることもある。
「Enabled MSOC」には支援群から以下の能力を持つ中隊、ないしはチームが追加され、各地方軍司令官の指示のもと、独立して作戦行動をとることができる。

・爆発物処理（EOD）

・統合末端攻撃統制（JTAC）……航空支援・空挺降下の誘導

・多目的犬（MPC）……攻撃、爆発物の発見、追跡等

・指揮・統制・通信・コンピューターサポート（C4ST）……作戦用音声・動画・データネットワークの整備構築・維持など

・直接支援チーム（DST）
あらゆるソースを元に情報を収集・分析し指揮官の判断をサポート。MARSOCは基本的に海外駐留経験者のみで構成されており、また独自の情報網をもっているためDSTはこの利点をフルに活用している。DSTはより小さなDSE（直接支援エレメント）に分割し、戦術レベルでの情報収集を行うこともできる。

### 海兵特殊作戦チーム（MSOT）
1個中隊に4個編成されたチーム(MSOT)が14名で編成され、大尉×1、曹長×1、運用チーフ(一等軍曹)×1、通信チーフ(二等軍曹)×1、班長×2、副班長×2、班員×4、衛生要員×2で構成されている。

### 海兵襲撃支援グループ（MRSG）
旧称：海兵特殊作戦支援グループ（MSOSG）
大隊をあらゆる面からサポートすることを任務としている。それぞれの特殊作戦大隊に対して、一つの支援群大隊（MSOSB）が支援を行うのが基本であるが、それぞれを構成する中隊は特殊作戦中隊や、あるいは他の支援群大隊に容易に組み入れることができる。例えば、キャンプ・レジューン駐留の第に2支援群大隊には情報支援チームがないが、これは第3大隊と「兼用」になるためだ。
特殊作戦中隊を増強中隊とすべく、ユニットを切り離して中隊に同行させ、様々な作戦能力を与えることもある。全員が同じ訓練・同等の能力をもつ特殊部隊ならではのフレキシブルさである。

### 海兵特殊作戦学校（MSOS）
海兵特殊作戦学校（MSOS）はMSORの人員の採用・教育を行う教育機関である他、MSORで用いられるすべての戦術・装備について、統合特殊作戦大学など外部の諸機関と連携して評価を行う研究機関である。また、近年全軍の特殊部隊で行われているPOTFF（部隊員と家族の福祉向上のためのケア活動）を統括する機関でもある。

## 入隊条件
現役の海兵隊員で、熟練の下士官で伍長または軍曹以上、士官は中尉、大尉以上でなければならず、医療審査や水泳を含めた各種の体力試験を確実にクリアしていなければならない。そこには、男女の性差に関係無く、基準を満たすことが真っ先に求められている。
MARSOCの要員「CSO（Critical Skills Operator）」になるためにはまず知能テスト（GT）105点以上、体力テストで225点以上を取得、健康診断をパスした上で水泳技術認定に合格しセキュリティクリアランスを得る必要がある。
次にA&S（Assessment and Selection）と呼ばれる2段階の選抜試験がある。
フェーズ1は10kmから19kmのリュックサックラン、装備を着用した上での水泳、障害物コースなどを用いて、フェーズ2に耐えられる体力があるかを徹底的に試される。フェーズ1はフェーズ2への準備ではなくあくまでも選抜試験なので、クリアできなければ落第する。
第2フェイズでは、その後に実施される「個別訓練課程（ITC）」に向けた10項目の審査がおこなわれる。そしてITCでは、延べ36週・5フェーズに分類されており、火器を扱った基礎的な技術にはじまり、特殊作戦実施時など、各種の戦闘行動における応用要領の習得が盛り込まれている。
志願者の 40% ほどが厳しい訓練課程 (pipeline) を通過し、晴れて精鋭隊員「CSO」になる。

## 著名な人物
- Christopher J. Antonik : 二等軍曹。

第1海兵隊特殊作戦大隊に所属。
2010年7月11日にヘルマンド州の戦闘作戦中に戦死。
享年29歳。
- Robert L. Gilbert II

2010年3月8日、アフガニスタンでの戦闘中に銃弾を頭部に受け意識不明。
誕生日であった同年8月16日に他界。
享年28歳。
- ニコラス・スプロフトソフ : 二等軍曹。

2011年9月28日アフガニスタンのヘルマンド州でEODとして活動中、検問所にしかけられたIEDの処理作業中に爆死。
死後、2011年5月での作戦中に銃撃戦のさなか周囲のIEDを解除しつつ仲間を脱出させた功績から銀星章が授与された。
- クリストファー・ディアズ : 二等軍曹。

2011年9月28日アフガニスタンのヘルマンド州でK9ハンドラーとして活動中、検問所にしかけられたIEDが爆発。爆発のショックで意識が混濁する中、周囲の負傷者を安全な場所に移動させる最中に第二のIEDが爆発し爆死。
その功績から死後に銀星章が授与された。
- Andrew C. Seif : 軍曹。

2012年7月アフガニスタン派遣中のバードギース州で、激しく銃弾の飛び交う中、致命的な傷を負った仲間の兵士を救うべく献身的な行動を示したことが評価され2015年3月6日に銀星章を受章。
同年3月13日フロリダ・パンハンドルでの夜間訓練中に搭乗していたUH-60が墜落。
享年26歳。
- Nick Koumalatsos :

引退後、2014年に退役海兵隊員の支援のため免税 非営利公益法人 GallantFew Incを設立。
- Matthew P. Manoukia

2012年8月10日、アフガニスタン派遣中に現地警察官に銃撃され戦死。
享年29才。
- Sky Mote

2012年8月10日、アフガニスタン派遣中に現地警察官に銃撃され戦死。
- Ryan Jeschke

2012年8月10日、アフガニスタン派遣中に現地警察官に銃撃され戦死。
- Aaron Torian

第2海兵特殊作戦大隊に所属。
2014年2月15日、アフガニスタン派遣中にヘルマンド州にてIEDの爆発により戦死。
享年37歳。
- Eden M. Pearl

1994年6月に海兵隊に入隊。
1999年のコソボ紛争や2003年のイラク戦争に参戦。
イラク戦争に参加していた海軍衛生兵の女性と知り合い結婚、2005年に娘が誕生した。
2008年から海兵特殊作戦チーム8211（MSOT8211）のフォックス中隊に所属、チームチーフとなる。
2009年にアフガニスタンに派遣され、ヘラート州での護衛任務中、搭乗していた車両の真下でIEDが爆発し負傷、全身の97％に火傷を負った。
数日後にテキサス州サンアントニオのブルック陸軍医療センターに搬送され、複数回の手術と皮膚移植手術を行った。
手術の数ヶ月後、重度の脳卒中を患い一時的に植物人間状態となったが、その後意識を取り戻し、16ヶ月後にはフロリダの認知ケアを行う施設に移送された。
2014年9月に退役。
2015年12月20日に自宅で他界。
享年40歳。
- Justin M. Hansen

2005年海兵隊に入隊後、沖縄キャンプシュワプに駐屯中の第三海兵隊に配属。
2009年からMARSOCに所属。
2012年アフガニスタン派遣中のバードギース州での戦闘中に戦死。
享年27歳。
- Michael Golembesky

1976年生まれ。
アメリカ同時多発テロ（911）後に酪農関係のトラックドライバーから海兵隊に転身。
イラク派遣を経験後に、MARSOCに配属。
2010年に名誉除隊。
退役後は、防衛関係の請負業と執筆活動をおこない、家族とコロラド州に在住。
2014年にアフガン戦闘回顧録"Level Zero Heroes"を出版。